# Arcadian
Arcadian es una película de acción y terror irlandesa-canadiense-estadounidense escrita por Michael Nilon, dirigida por Ben Brewer y protagonizada por Nicolas Cage. 
La película se estrenó en South by Southwest el 11 de marzo de 2024, seguida de un estreno en cines en los Estados Unidos el 12 de abril de 2024.

## Reparto
| Actor           | Personaje | Ref. |
| --------------- | --------- | ---- |
| Nicolas Cage    | Paul      | Ref. |
| Jaeden Martell  | Joseph    | Ref. |
| Maxwell Jenkins | Thomas    | Ref. |
| Sadie Soverall  | Charlotte | Ref. |

## Producción
En octubre de 2022 se anunció que Nicolas Cage protagonizará la película.En noviembre de 2022, se anunció que Jaeden Martell, Maxwell Jenkins y Sadie Soverall se unieron al elenco y que el rodaje se realizó en Dublín.En febrero de 2023, se anunció que el rodaje había terminado en Dublín y que la película se encontraba en posproducción.

## Estreno
Arcadian tuvo su estreno mundial en SXSW el 11 de marzo de 2024. RLJE Films había adquirido los derechos de distribución de la película para América del Norte, el Reino Unido e Irlanda, programando su estreno en cines el 12 de abril de 2024, seguido de un lanzamiento en streaming a finales de año en Shudder y AMC+.

## Recepción
En el sitio web Rotten Tomatoes, el 91% de las reseñas de 23 críticos son positivas, con una calificación promedio de 6,80/10. El consenso del sitio web dice: "Dirigido por un trío de actuaciones sólidas, Arcadian combina drama familiar y horror post-apocalíptico con un efecto visceral y emocionalmente conmovedor".  
En Metacritic , la película tiene una puntuación promedio ponderada de 68 sobre 100, basada en siete críticas, lo que indica "críticas generalmente favorables".